# NGC 78
NGC 78 je spirální galaxie v souhvězdí Ryb. Objevil ji Carl Frederick Pechüle v roce 1879 refraktorem o průměru 11 palců (28 cm).